# Kashihara
Kashihara (橿原市?) è una città giapponese della prefettura di Nara.

## Storia
L'8 luglio 2022, l'ex Primo ministro del Giappone Shinzō Abe è stato assassinato a colpi di pistola durante un discorso: il responsabile è un ex membro della Kaijō Jieitai  (la marina militare giapponese) chiamato Tetsuya Yamagami.